# Resolutie 1052 Veiligheidsraad Verenigde Naties
Resolutie 1052 van de Veiligheidsraad van de Verenigde Naties werd op 18 april 1996 unaniem aangenomen. De Veiligheidsraad riep op een einde te maken aan het geweld in het zuiden van Libanon.

## Achtergrond
Na de Israëlische inval in Zuidelijk Libanon eind jaren 1970, stationeerden de Verenigde Naties de tijdelijke VN-macht UNIFIL in de streek. Die moest er de vrede handhaven totdat de Libanese overheid haar gezag opnieuw kon doen gelden.
In 1982 viel Israël Libanon opnieuw binnen voor een oorlog met de Palestijnse PLO. Midden 1985 begon Israël met terugtrekkingen uit het land, maar geregeld vonden nieuwe aanvallen en invasies plaats.

## Inhoud
De Veiligheidsraad:
- Herinnert aan zijn vorige resoluties over Libanon.
- Neemt akte van Libanons brief.
- Denkt aan het debat over de situatie in het Midden-Oosten.
- Is bezorgd om de gevolgen die de gevechten kunnen hebben voor de vrede in de regio.
- Is ook erg bezorgd om alle aanvallen op burgerdoelwitten.
- Alle betrokkenen moeten het internationaal humanitair recht eerbiedigen en burgers beschermen.
- Is verder bezorgd om acties die UNIFIL en de uitvoering van haar mandaat bedreigen.

1. Roept op tot een onmiddellijk einde van de vijandelijkheden.
2. Steunt de diplomatieke inspanningen met dat doel.
3. Bevestigt de territoriale integriteit, soevereiniteit en onafhankelijkheid van Libanon en alle landen in de regio.
4. Roept alle betrokkenen op om de veiligheid van burgers te respecteren.
5. Roept alle betrokkenen op om de veiligheid en bewegingsvrijheid van UNIFIL te respecteren en de uitvoering van haar mandaat mogelijk te maken.
6. Roept alle lidstaten op humanitaire hulp te bieden.
7. Vraagt secretaris-generaal Boutros Boutros-Ghali de Veiligheidsraad permanent op de hoogte te houden over de ontwikkelingen.
8. Besluit om op de hoogte te blijven.

## Verwante resoluties
- Resolutie 1024 Veiligheidsraad Verenigde Naties
- Resolutie 1039 Veiligheidsraad Verenigde Naties
- Resolutie 1057 Veiligheidsraad Verenigde Naties
- Resolutie 1068 Veiligheidsraad Verenigde Naties

Lijst ·  1036 ·  1037 ·  1038 ·  1039 ·  1040 ·  1041 ·  1042 ·  1043 ·  1044 ·  1045 ·  1046 ·  1047 ·  1048 ·  1049 ·  1050 ·  1051 ·  1052 ·  1053 ·  1054 ·  1055 ·  1056 ·  1057 ·  1058 ·  1059 ·  1060 ·  1061 ·  1062 ·  1063 ·  1064 ·  1065 ·  1066 ·  1067 ·  1068 ·  1069 ·  1070 ·  1071 ·  1072 ·  1073 ·  1074 ·  1075 ·  1076 ·  1077 ·  1078 ·  1079 ·  1080 ·  1081 ·  1082 ·  1083 ·  1084 ·  1085 ·  1086 ·  1087 ·  1088 ·  1089 ·  1090 ·  1091 ·  1092